# Le Survivant d'un monde parallèle
Pour plus de détails, voir Fiche technique et Distribution.
Le Survivant d'un monde parallèle (The Survivor) est un film australien réalisé par David Hemmings et sorti en 1981.

## Fiche technique
- Titre original : The Survivor
- Titre français : Le Survivant d'un monde parallèle
- Réalisation : David Hemmings
- Scénario : David Ambrose, d'après le roman de James Herbert
- Décors : Bernard Hides
- Costumes : Terry Ryan
- Photographie : John Seale et Geoffrey Simpson (prises de vues additionnelles)
- Montage : Tony Paterson
- Musique : Brian May
- Producteurs : William Fayman, Antony I. Ginnane, Jane Scott
- Pays d'origine :  Australie
- Langue originale : anglais
- Genre : film d'horreur, film fantastique
- Durée : 87 minutes
- Dates de sortie :
  - Australie : 9 juillet 1981
  - France :  2 décembre 1981
- (fr) Classification CNC : tous publics (visa d'exploitation no 57672 délivré le 22 septembre 1983)

## Distribution
- Robert Powell : Keller
- Jenny Agutter : Hobbs
- Joseph Cotten : le prêtre
- Angela Punch McGregor : Beth
- Peter Sumner : Tewson
- Lorna Lesley : Susan
- Ralph Cotterill : Slater
- Adrian Wright : Goodwin
- Tyler Coppin : le garçon
- Kirk Alexander : Dr. Martindale
- Jon Nicholls : Jackson
- Roger Cardwell : mécanicien de bord
- Jenufa Scott-Roberts : hôtesse
- John Edmund : Goswell
- Denzil Howson : Rogan
- Edwin Hodgeman : Bain
- Heather Steen : Allens
- Brenton Whittle : Thornton
- Geoffrey Pullan : Osborne
- Robin Bowering : Stuart